# كينت إف. ريتشاردز
كينت إف. ريتشاردز (بالإنجليزية: Kent F. Richards)‏ هو جراح وقسيس أمريكي، ولد في 25 فبراير 1946 في مدينة سولت ليك في الولايات المتحدة.